# 뇌실막

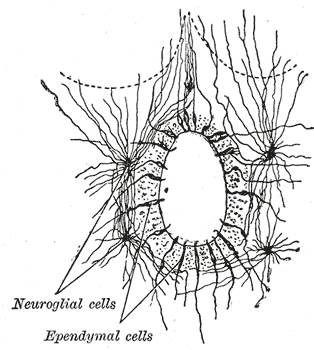

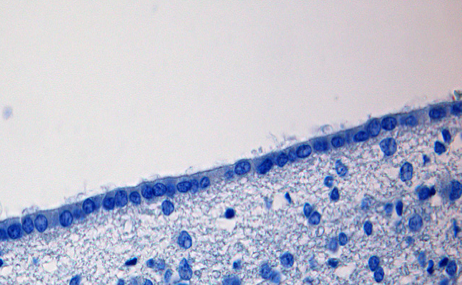

뇌실막(Ependyma)은 뇌의 뇌실계와 척수의 중심관(central canal)의 얇은 신경 상피 세포의 막이다. 뇌실막 세포는 중추신경계에서 신경 아교 세포의 4가지 형태 중의 하나이다. 이것은 뇌척수액의 생성과 연관이 있으며 신경재생을 위한 저장소의 역할을 한다.

## 같이 보기
- 뇌실막세포종